# Богораз, Прасковья Максимовна
Прасковья Максимовна (Перл Менделевна) Богораз (в замужестве Шебалина; 1860—1884) — участница русского революционного движения, народоволка.

## Биография
Родилась в семье учителя Менделя (Максимилиана Марковича) Богораза, из раввинской семьи, и Анны Абрамовны Богораз, из купеческой семьи городка Бар Подольской губернии.
Сестра революционера Владимира Германовича Богораза и хирурга Николая Алексеевича Богораза. Жена Михаила Шебалина.
Окончила петербургские высшие женские курсы; в 1882 г., увлечённая народническим движением, сблизилась со многими выдающимися представителями указанного движения: Желябовым, Перовской, Саблиным, Г. Гельфман и др.
П. Богораз являлась одним из первых деятельных членов революционного Красного Креста. Присоединившись к образовавшейся партии Народная воля, вместе с Шебалиным, устроила в Санкт-Петербурге партийную типографию, а после предательства С. Дегаева уехала в Киев, где, перейдя на нелегальное положение, устроила новую типографию. Существование этой типографии также стало известно полиции при помощи того же Дегаева, после чего Богораз вскоре была арестована вместе с Шебалиным.
В 1884 г. после киевского военного суда по «Процессу 14», была приговорена к ссылке на поселение и отправлена вместе с мужем в московскую пересыльную тюрьму. Тяжелые условия тюремной жизни, смерть родившегося в тюрьме сына и отправка мужа в Шлиссельбургскую крепость вызвали в ней глубокое нервное потрясение и она сошла с ума, после чего вскоре умерла.